# 施塔特伊尔姆
施塔特伊尔姆（德語：Stadtilm，發音：[ʃtatˈʔɪlm] ⓘ）是德国图林根州伊尔姆县的城市，面积120.26平方千米，2023年12月31日人口为8,408人。2018年7月6日，市镇伊尔姆塔尔并入施塔特伊尔姆。